# Chato
Chato (c. 1854 - 13 août 1934) est un guerrier apache chiricahua qui servit comme éclaireur pour l'armée des États-Unis après sa reddition en 1884. 

## Biographie
En 1886, il conduit une délégation de Chiricahuas à Washington, D.C. pour demander en vain aux officiels américains le retour des prisonniers apaches détenus au Mexique, dont sa femme et ses enfants. Au retour, il est arrêté et détenu à Fort Marion en Floride en tant que prisonnier de guerre, avant d'être autorisé à partir pour Fort Sill. En 1913, il s'installe avec sa nouvelle famille dans la réserve des Mescaleros au Nouveau-Mexique où il meurt le 13 août 1934 d'une pneumonie consécutive à un accident de voiture.

## Dans la culture populaire
Le personnage de Chato est incarné par Steve Reevis dans le film Geronimo de Walter Hill (1994), depuis sa participation à la recherche de Geronimo jusqu'à son envoi à Fort Marion (avec Geronimo dans le film).